# Distretto di Khao Phanom
Il distretto di Khao Phanom (in thailandese: เขาพนม) è un distretto (amphoe) della Thailandia, situato nella provincia di Krabi.